# N'hi ha que neixen estrellats
N'hi ha que neixen estrellats (títol original en anglès: Some Mothers Do 'Ave 'Em) fou una sèrie d'humor britànica de la BBC escrita per Raymond Allen i interpretada per Michael Crawford i Michele Dotrice. Va ser emesa originalment entre 1973 i 1978 i tracta de les desventures de Frank Spencer, molt ingenu i propens a patir accidents, i la seva comprensiva dona Betty. És coneguda pel seu humor slapstick i per les seves frases ganxo, que van esdevenir molt populars. A Catalunya va ser emesa per TV3 a partir de l'1 d'octubre de 1985 i reemesa en diverses ocasions.